# 달밤의 못된 장난의 마법/CLIMBER×CLIMBER
〈달밤의 못된 장난의 마법/CLIMBER×CLIMBER〉(일본어: 月夜の悪戯の魔法／CLIMBER×CLIMBER 츠키요노이타즈라노마호/크라이마×크라이마[*])는 브레이커즈의 10번째 싱글이다. 2011년 4월 27일에 제인 레코드에서 발매됐다.

## 개요
- 처음의 발매 예정은 4월 6일이였지만, 도호쿠 지방 태평양 해역 지진이 발생하고, 생산 상황에 난색을 보였기 때문에 4월 27일에 변경됐다.

## 수록곡

### 초회한정반A

#### CD
1. 달밤의 못된 장난의 마법(月夜の悪戯の魔法 ) (4:46)
  - 작사: 다이고, 작곡: 아키히데, 편곡: 브레이커즈

신시사이저에 의한 거문고 소리 등을 삽입하고 일본의 일러스트를 넣고, 가사도 일본어의 서정적인 아름다움을 의식했다고 한다.[1]
2. CLIMBER×CLIMBER (4:09)
  - 작사: 다이고, 작곡: 신페이, 편곡: 브레이커즈
3. 고마워요 ~Beautiful day~(ありがとう 〜Beautiful day〜) (4:38)
  - 작사: 다이고, 작곡: 신페이, 편곡: 브레이커즈

베스트 음반 《BREAKERZ BEST ~SINGLE COLLECTION~》 초회한정반B에도 수록되어있다.

#### 특전 DVD
〈달밤의 못된 장난의 마법〉 Music Clip＋Music Clip 오프샷

### 초회한정반B

#### CD
1. CLIMBER×CLIMBER
2. 달밤의 못된 장난의 마법
3. 고마워요 ~Beautiful day~

#### 특전 DVD
〈CLIMBER×CLIMBER〉 Music Clip＋Music Clip 오프샷

### 통상반·Musing반
1. 달밤의 못된 장난의 마법
2. CLIMBER×CLIMBER
3. 고마워요 ~Beautiful day~

## 타이업
- 요미우리 TV제작 닛폰 TV계 《명탐정 코난》 닫는 곡 (#1)
- 《카드파이트!! 뱅가드》 공식 이미지송 및 다이고가 출연하고 있는 같은 타이틀의 카드 게임 광고 노래 (#2)